# フセイン・ナジャディ
フセイン・ナジャディ（英語Hussain Ahmad Najadi、1938年 - 2013年7月29日）は、バーレーン生まれのイラン人実業家で、マレーシアのAM銀行の創業者として知られた。

## 来歴
フセインは、1938年にバーレーンでイラン人の両親の間に生まれた。
マレーシアにわたった後、1975年にAM銀行を創業した。AMとはArab-Malaysianの頭文字をとったものである。1978年から1985年にかけて、政府保有の金融機関であるMalaysian Industrial Development Finance Berhad (MIDF)の社外取締役を務めた。
2013年7月29日、フセインは妻とともに中国寺院を訪問中、射殺された。妻は重傷を負ったものの一命はとりとめた。

## 人物
国籍はイランで、マレーシアの永住権を取得していた。妻はマレーシア人である。